# Merkantilism
Merkantilism (ytterst av latin mercor, "driva handel") är en samlande beteckning på ekonomiska idéer vars gemensamma drag är att välstånd bygger på ackumulation av ekonomiska tillgångar. Detta sker främst genom att upprätthålla ett överskott i utrikeshandeln, vilket möjliggör en ackumulation av ädla metaller. Merkantilism var den ledande ekonomiska teorin i Europa från tidigmodern tid på 1500-talet till slutet av 1700-talet. 
För att främja en positiv handelsbalans strävade merkantilisterna efter en stark centralmakt med förbättrad infrastruktur, starkt försvar och enhetliga system för mynt, mått och vikt. Det var även viktigt att reglera all ekonomisk verksamhet i syfte att främja exportorienterad produktion och minska importen. 
Termen merkantilism i sig lanserades först på 1700-talet av fysiokraterna och fick sin spridning främst genom Adam Smith, som år 1776 utförligt kritiserade systemet i fjärde boken av Nationernas välstånd. Senare forskare, som Gustav von Schmoller, såg i merkantilismen knappast ett teoretiskt system, såsom dess kritiker under 1700-talet gjorde gällande, utan en politik inriktad på vissa praktiska uppgifter. 
Nutidens nationalekonomi som utvecklats från sent 1700-tal, betonar att ett lands välstånd bygger på ekonomisk produktivitet, vilket är ett resultat av ett flertal faktorer, inklusive teknologisk nivå, humankapital och innovationsförmåga. Merkantilisterna fokuserade ensidigt på ackumulation av myntmetall och stödde i många fall åtgärder som undergrävde ekonomiskt välstånd i vidare bemärkelse. De merkantilistiska tankegångarna var dock i vissa fall lämpliga i den situation som rådde under tidig modern tid. De relativt nyetablerade nationalstaterna befann sig i en krigisk omgivning beroende av tillgång till ädla metaller för att kunna idka både försvars- och anfallskrig, och sättet att möjliggöra detta var att upprätthålla ett överskott i handeln med omvärlden.

## Merkantilismens två sidor
Den första sidan av merkantilismen är det ekonomiska uttrycket för nationalstaternas uppkomst. Innebörden är strävandet att göra staterna till ekonomiska enheter, att byta ut städernas och länens näringslagstiftning, som skapade avgränsade ekonomiska enheter av var och en bland dessa, mot en statlig lagstiftning som gjorde landet till den ekonomiska enheten. Det gällde för detta ändamål bland annat att bryta ned de många hindren för samfärdseln inom landet, att göra nationella i stället för lokala organisationer av korporationerna (till exempel skråväsendet) samt att skapa enhet i tullar, mått, vikt och så vidare för hela landet. Lättast gick detta i England och Sverige, där feodalherrar knappast haft tillfälle att splittra landet i mindre enheter, medan det av motsvarande skäl var svårast i Tyskland; mest typisk framträder denna - kanske den viktigaste - sidan av politiken i Frankrike (jämför Jean-Baptiste Colbert). Ingenstans lyckades dock politikerna fullt genomföra programmet, utan franska revolutionen, Napoleon I och 1800-talets liberalism blev häri deras - kan man säga - testamentsexekutörer.
Den andra sidan av merkantilismen är, att detta nationella system utgör ett nationellt skyddssystem, eller snarare att det inriktas på att skapa nationell makt, avser att stärka staten politiskt och militärt genom att stärka den ekonomiskt. Delvis inriktas den ekonomiska politiken därför direkt på försvarsändamål, så främst sjöfarts- och fiskeripolitiken med dess syften att skapa en stor handelsflotta, särskilt av värbara fartyg (i Sverige genom "hel- och halvfriheten", se tull), och dugliga sjömän. Det huvudsakliga medlet för att öka staternas makt var dock att stärka finanserna. För detta mål fordrades riklig tillgång på inkomster i reda pengar under en tid, då statsinkomsterna ännu till stor del inflöt in natura. Detta är förklaringen till den sida av merkantilismen som dess kritiker framför allt angripit och, oriktigt, betraktat som dess hela innebörd, nämligen strävandet att dra in ädla metaller i landet. Detta berodde hos systemets ledande politiker och författare inte på att rikedomen ansågs liktydig med guld och silver - tvärtom betraktades dessa metaller ofta som i sig själva värdelösa anvisningar på varorna -, även om betydelsen av ett metallinflöde antagligen ofta överskattades.

## Merkantilismen i praktiken

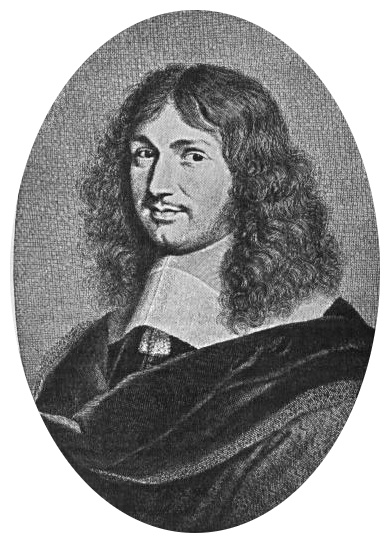
Jean-Baptiste Colbert (1619-1683), fransk merkantilist

Medlet för goda finanser (och metallinflöde) var för systemet en varaktig organisation av näringslivet, som skapade förutsättningar för den inhemska produktionen. Genom att producenterna på så sätt gjorde vinster skulle produktionen uppblomstra, och genom att undersåtarna fick stora tillgångar skulle staten också få det. Hela denna tankegång innebar en stor nyhet i förhållande till medeltidens "försörjningspolitik", som försökte uppnå riklig tillgång genom att hålla kvar så mycket varor som möjligt inom området, inte genom att uppmuntra produktionen. Endast på ett område, men ett mycket viktigt, nämligen livsmedelspolitiken, levde denna senare uppfattning till stor del kvar under merkantilismens tid. Som medlet för och tecknet på den rätta organisationen av näringslivet betraktades metallinflödet. Sedan man småningom övergett den mera primitiva ståndpunkten att direkt försöka hindra metallernas utflöde ur landet (ofta kallad "the bullionist policy"), skulle detta uppnås genom en så kallad gynnsam handelsbalans (kallad "the mercantile policy"). Det har ofta anmärkts som en svaghet i denna uppfattning att man förväxlade handelsbalans och betalningsbalans. Detta var dock utan egentlig betydelse, då den enda faktor i betalningsbalansen förutom handeln som spelade någon nämnvärd roll var fraktvinsten, vilken vanligen noga beaktades.

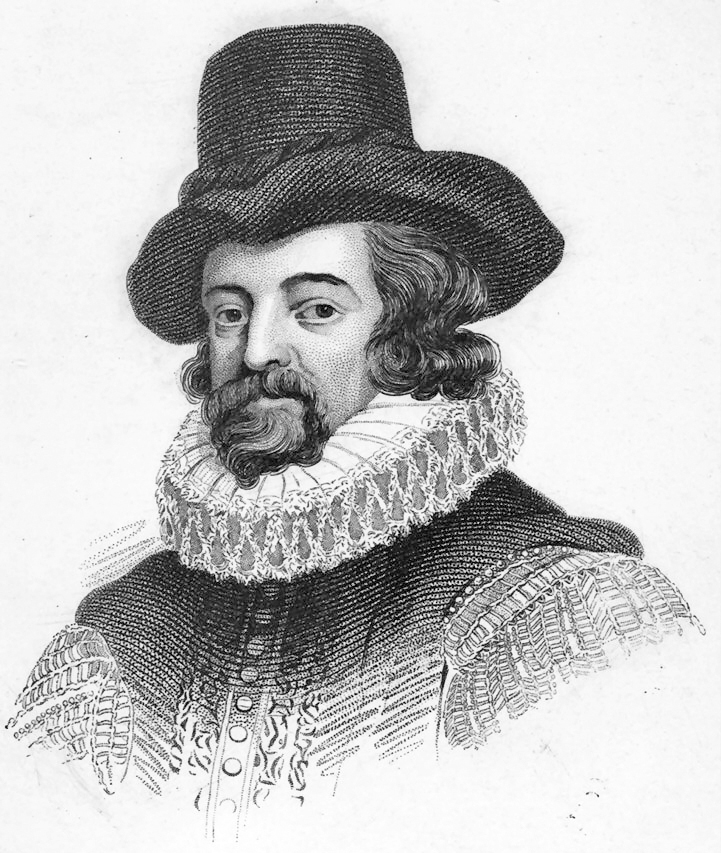
Francis Bacon (1561-1626), brittisk merkantilist

För att uppnå en gynnsam handelsbalans ("övervikt i handelsväsen", sade man i Sverige under frihetstiden) skapades ett skyddssystem, som företedde åtskilliga likheter med det som rådde vid 1900-talets början. Det senare har också ibland betecknats som nymerkantilism. Till att börja med användes i stor utsträckning handelspolitiska åtgärder, importförbud och -tullar samt exportpremier (och exporttullar eller -förbud på råvaror). Samtidigt fick handeln sin första egentliga internationella organisation, genom de stora handelskompanierna, som stöddes av staterna på många sätt; och sjöfarten, särskilt på avlägsnare länder ("ur första och i första handen"), uppmuntrades. Typiska åtgärder för detta var de engelska navigationsakterna och det svenska produktplakatet, det vill säga förbud för andra länders fartyg att införa produkter, som inte härstammade från deras hemland. För att om möjligt göra landet självförsörjande - detta framför allt med avseende på militärt betydelsefulla produkter - och driva upp exporten blev emellertid manufakturpolitiken en hörnsten i systemet. Genom denna befordrades vanligen, fastän i huvudsak oavsiktligt, den kapitalistiska produktionens framsteg, eftersom företag av sådant slag ansågs konkurrensdugligare än hantverket och småindustrin. Även statsproduktion förekom ofta av samma skäl, men i andra rummet. Genom kolonialpolitiken åsyftades att göra moderland och kolonier till en ekonomisk enhet, varvid de senare begränsades till uppgiften att vara moderlandets råvaruproducenter. Befolkningens tillväxt uppmuntrades med alla medel. Endast jordbruksnäringarna blev i stort sett tillbakasatta, både direkt genom exportförbud över landskapsgränserna med mera och indirekt; det var främst här som motståndet under 1700-talet framträdde (se fysiokrater). England utgjorde emellertid härvid ett undantag och tillämpade konsekvent den allmänna politiken även på detta område; särskilt bekant är 1689 års lag om exportpremier på spannmål, mycket beundrad till exempel i Sverige under frihetstiden.

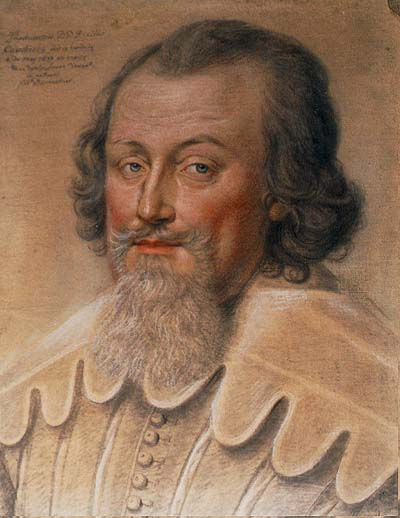
Rikskanslern Axel Oxenstierna (1583-1654) var en av de svenska merkantilisterna

I motsats till förhållandet under medeltiden sköt merkantilismen de etiska momenten nästan alldeles åt sidan och sökte genom premier, privilegier, utmärkelser och lockelser av alla slag ta människornas egoistiska intressen i statsnyttans tjänst. Endast i andra hand användes tvång, och fastän det fortfarande spelade en mycket stor roll, innebär därför merkantilismen ett steg mot ökad ekonomisk frihet. Uppfattningen om statens allmakt och överlägsna förnuft var emellertid underlag för hela politiken; och då statens intressen ansågs kräva något, togs ingen hänsyn till individernas självständighetsbehov, ens på de mest privata områden, eller till deras för senare människor ganska självklara rättigheter.
Den österrikiska advokaten Philipp Wilhelm von Hornick skrev i sin Österreich Über Alles, Wenn Sie Nur Will (1684, "Österrike över allt, om hon bara vill") en detaljerad beskrivning med nio punkter om hur en nations ekonomi bör skötas. Beskrivningen summerar heltäckande den merkantilistiska doktrinen:
- Att varje tum av ett lands jord ska användas till jordbruk, gruvdrift och tillverkning.
- Att allt ett lands råmaterial ska användas till inhemsk tillverkning, eftersom förädlade varor har ett högre värde än råmaterial.
- Att en stor arbetande befolkning är att uppmuntra.
- Att all export av guld och silver ska vara förbjuden och inhemska pengar ska behållas i cirkulation.
- Att all import av utländska varor ska motarbetas i så stor utsträckning som möjligt.
- Att där vissa importer är oumbärliga ska de i första hans bli anskaffade i utbyte mot andra inhemska varor istället för guld och silver.
- Att i så stor utsträckning som möjligt ska importer begränsas till råmaterial som kan bli förädlade i hemlandet.
- Att möjligheter ska konstant sökas för att sälja ett lands överskott av tillverkning till utlänningar, till så stor del som möjligt, för guld och silver.
- Att ingen import ska tillåtas av varor som finns tillräckligt och på ett lämpligt vis tillhandahållna i hemlandet.

Förutom Von Hornick fanns det inga andra merkantilistiska författare som presenterade ett så heltäckande program för den ideala ekonomin, så som Adam Smith senare skulle göra för den klassiska nationalekonomin. Snarare tenderade varje enskild författare att fokusera på ett speciellt område av ekonomin, och först senare kom icke-merkantilistiska författare att sammanfatta dessa skiftande riktningarna till vad som idag kallas merkantilism. En del historiker förnekar konceptet merkantilism helt och hållet, med argumentet att det ger "en falsk helhetsbild av skilda händelser". Smith såg det merkantilistiska systemet som en enorm konspiration av tillverkare och köpmän mot konsumenter.

## Merkantilisterna
Nästan alla 1500- och 1600-talets statsmän var anhängare av merkantilismen, fastän politiken kan sägas framträda tydligast i England. Dess främsta personlighet var dock fransmannen Jean-Baptiste Colbert. I Sverige var särskilt Axel Oxenstierna och Karl XI dess representanter, den förre för den friare formen, den senare för den mera bundna. Under 1700-talet framträdde nya riktningar i England och Frankrike, samtidigt med att systemet först då på allvar nådde de ekonomiskt mera efterblivna kontinentalstaterna; och i Sverige inträdde med frihetstiden (särskilt 1738–1765) dess starkaste och mest konsekventa tillämpning, men utan de större allmänpolitiska synpunkter, som tidigare hade präglat den.

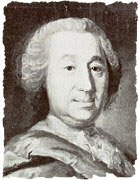
Anders Berch (1711–1774)

Merkantilismen är mindre märkbar inom litteraturen än inom politiken, och något merkantilistiskt system i teoretisk mening har aldrig funnits. Tidens litteratur är emellertid mycket rik på broschyrer och andra skrifter, som tillkommit av särskilda anledningar, men stundom utövat stort och varaktigt inflytande. Särskilt gäller detta England och Nederländerna. Bland engelska merkantilister må nämnas Hales, Bacon, Malynes, Misselden, Mun, Culpepper, far och son, Child, Davenant, Petty, Gee samt såsom en sen, systematisk författare, Steuart; bland nederländska Court, bland franska Montchrétien och Melon. Den svenska merkantilistiska litteraturen har under 1600-talet att uppvisa Risingh och blir under frihetstiden mycket rik; Berch är en av merkantilismens få systematiker, och bland de övriga frihetstidsmerkantilisterna må nämnas Nordencrantz, Salander och Kryger. Den tyska litteraturen är ganska sen. Den saknar, till skillnad från särskilt den engelska, kontakt med affärslivet, och tillhör i allmänhet den så kallade kameralistiken. Bland dess författare må nämnas Seckendorff, Becher, Hörnigk och Justi.